# Віталій Міланський

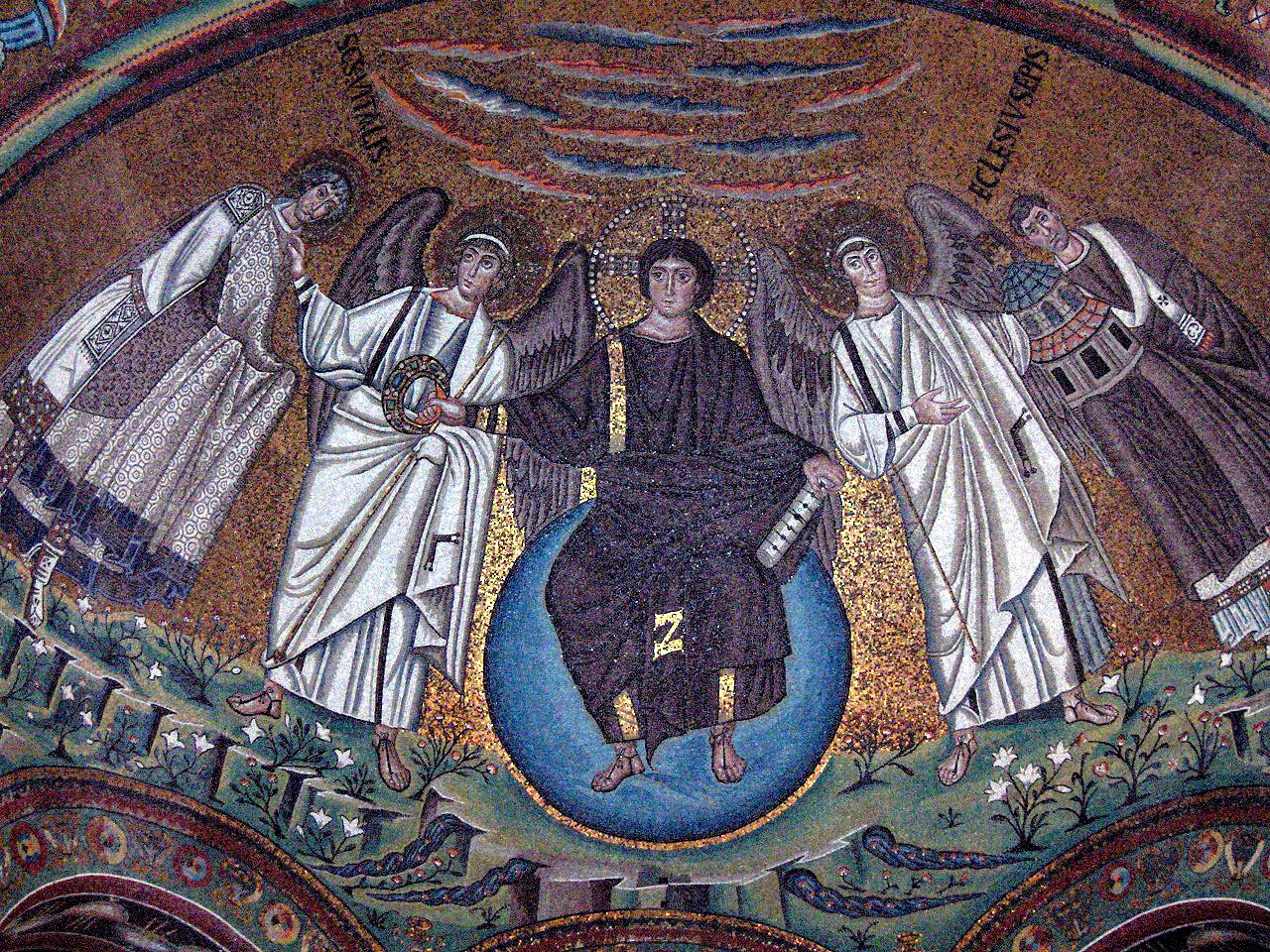
Святий Віталій (крайній зліва) отримує з рук Христа вінець слави (мозаїка в апсиді Сан-Вітале)

Святий Віталій Міланський (італ. San Vitale, фр. Saint Vital) — ранньохристиянський мученик (I або II століття), титульний святий відомого собору Сан-Вітале в Равенні, Італія. День пам'яті святого Віталія в Латинській церкві — 28 квітня.

## Біографія
Про життя Віталія відомо дуже мало, як і про більшість ранньохристиянських мучеників, і до того ж, з джерел датованих не раніше IV століття. Народився І століття. Його дружиною була мучениця Валерія Міланська, а їхніми дітьми — мученики Гервасій і Протасій. Згідно літописів, Віталій був заможним громадянином Медіолану. В брошурі Філіпа, знайденої разом з тілами двох дітей на міланському цвинтарі Св. Амброзія в 396 році, зазначено, що він був солдатом. Згідно з цим документом, Віталій супроводжував суддю Паоліно в подорожі з Мілану в Равенну. У Равенні суддя піддав тортурам і смерті через обезголовлення лігурійського лікаря Урсіцина, який визнав себе християнином. Віталій наблизився до лікаря і допоміг йому зустріти тортури і смерть, відкрито переконуючи його бути твердим у перенесенні мук. Після його смерті організував йому поховання. Відкрито сповідуючи християнство, Віталій був підданий тортурам, після чого був похований заживо (засипаний камінням). Час мучеництва святого Віталія відноситься різними дослідниками до гонінь Нерона чи Марка Аврелія.
У деяких джерелах стверджують, що він міг бути персонажем художнього твору, помилково прийнятим за історичний. Можливо також, що Віталій Міланський і Віталій Болонський (чиє тіло було спочатку доставлено в Мілан, а потім в Болонью) — одна і та ж особа. Але залишається фактом, що базиліка Св. Віталія, освячена в 548 році, була присвячена не тільки цьому святому, але і його двом синам — Гервасію і Протасію; також в цій базиліці бічний вівтар присвячений Св. Урсіцину. В базиліці Св. Аполлінарія, Равенна, в мозаїках №11—13 правої стіни (процесія мучеників) зображені Віталій і два його сина, а в мозаїках лівої стіни (процесія мучениць) — його дружина Валерія (№ 9).

## Шанування
День св. Віталія святкують 28 квітня. Найвідоміша церква, що носить його ім'я — базиліка св. Віталія в Равенні (Сан-Вітале), шедевр візантійського мистецтва, зведений на передбачуваному місці мучеництва святого. Церкви, освячені на честь св. Віталія, знаходяться також в Римі (освячена на честь Віталія, Валерії, Гервасія та Протасія папою Інокентієм I), Фаенці, Ріміні, Комо, Феррарі, Венеції, Вероні і в Задарі (Хорватія). Віталій Міланський — небесний покровитель італійських Гранароло і Маріттімі (район Дізо), а також невеликого американського міста Тібодо (разом з Валерією).

Кафедральний собор Себу визнає св. Віталія Міланського своїм святим покровителем. З нагоди 75-ї річниці проголошення Себу архідієцезії і дня св. Віталія 28 квітня 2009 року кардинал, архієпископ Себський Рікардо Відаль відслужив урочисту месу.

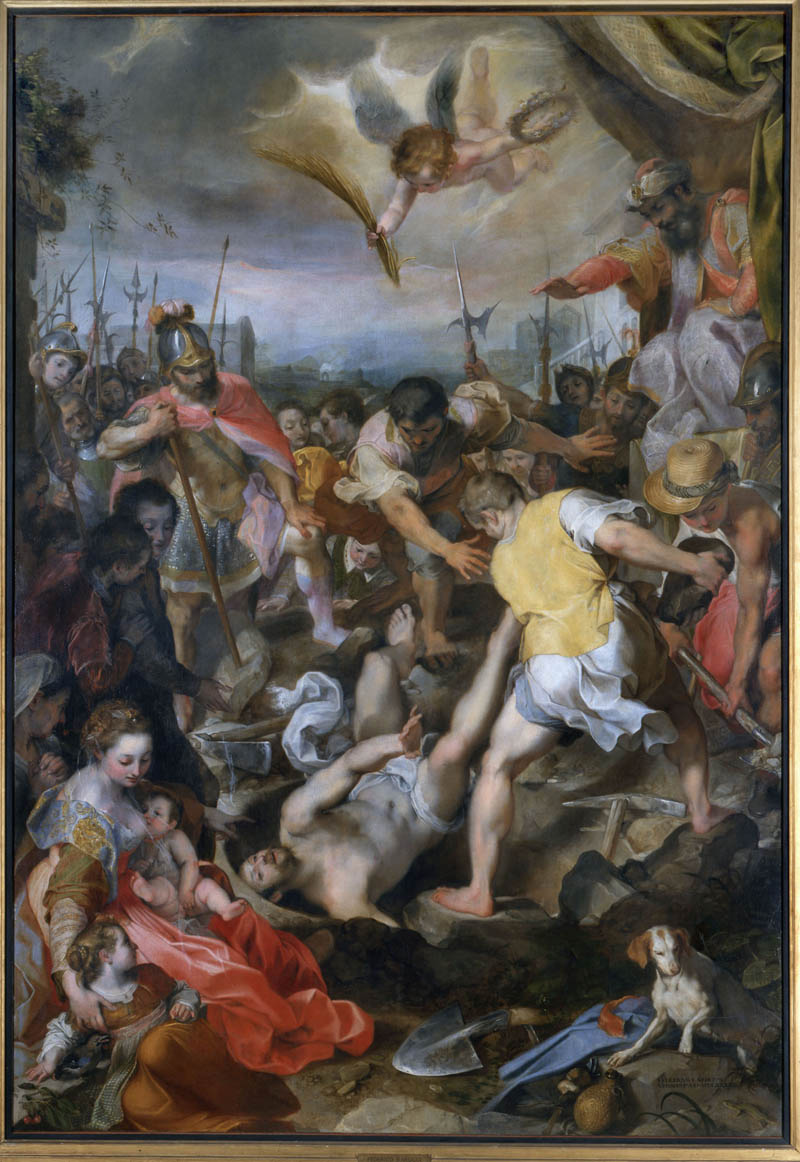
Мучеництво Св. Віталія, робота Федеріко Бароччі
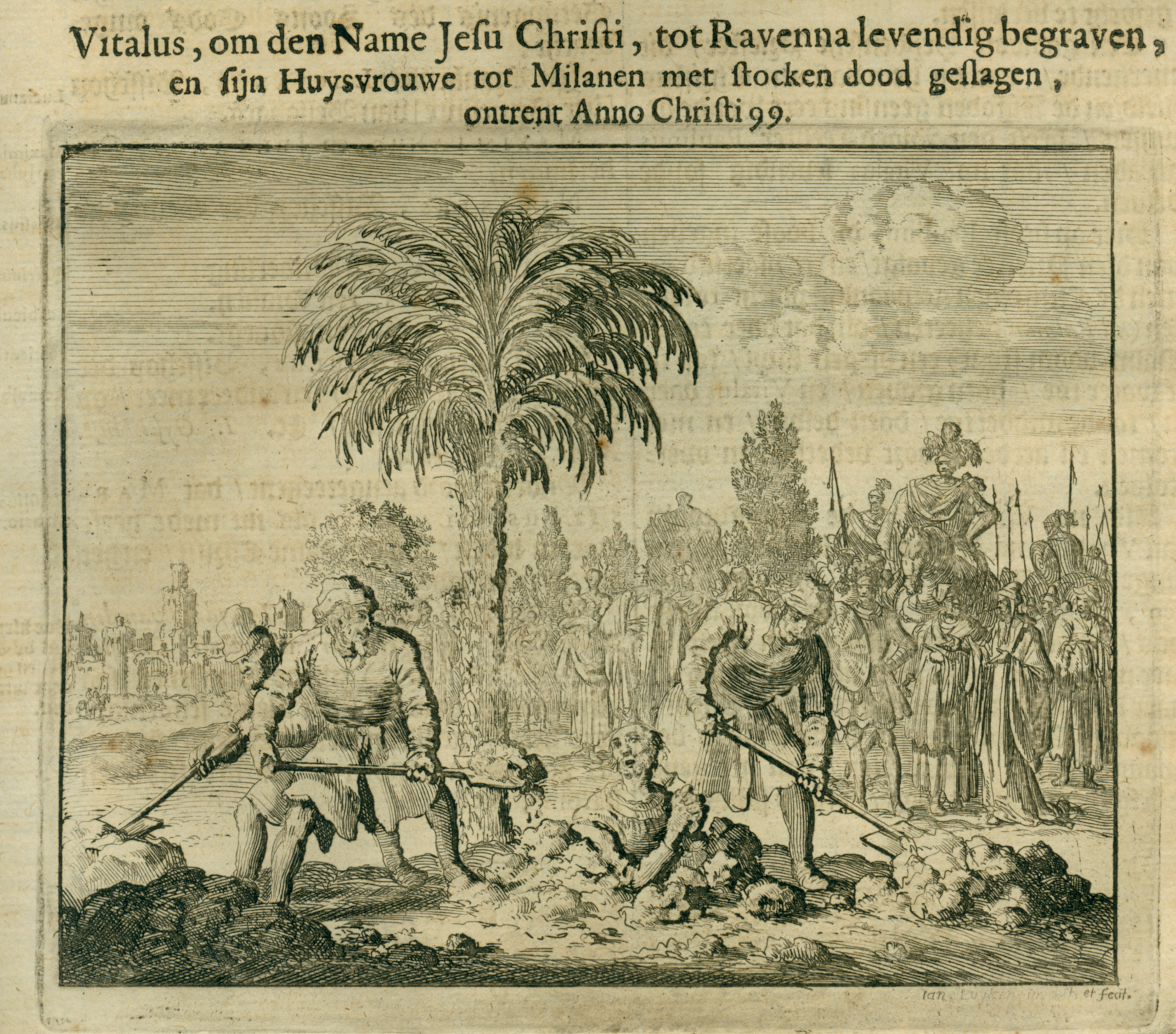
Св. Віталій, похований заживо. З Дзеркала мучеників
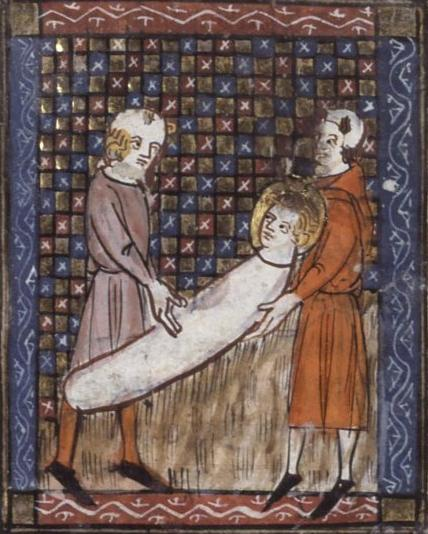
Мертвий Віталій Міланський
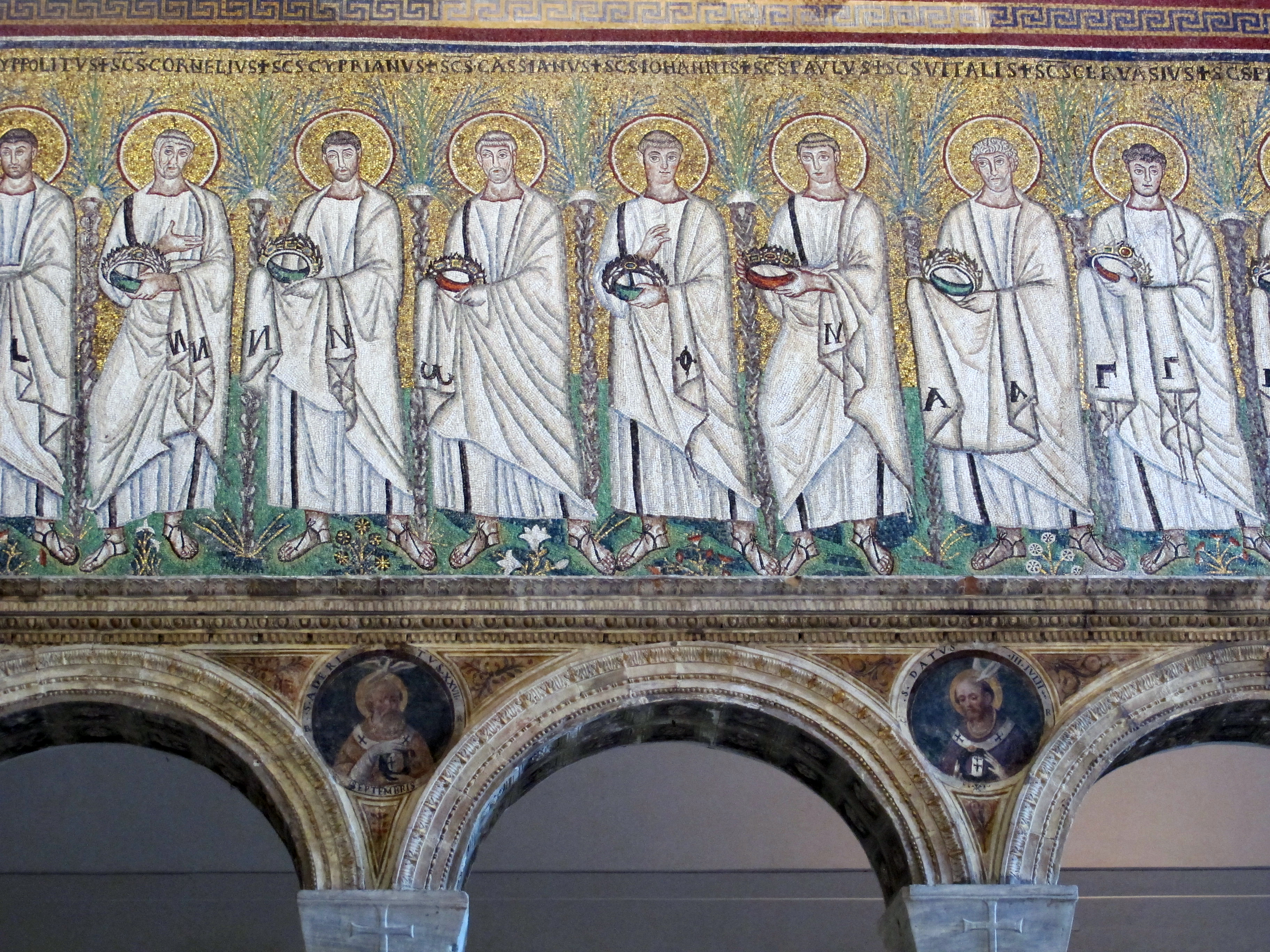
Другий зліва на мозаїці VI століття з базиліки Сан-Вітале